# Enneapterygius vexillarius
Enneapterygius vexillarius és una espècie de peix de la família dels tripterígids i de l'ordre dels perciformes.

## Morfologia
- Els mascles poden assolir 3,3 cm de longitud total.[2][3]

## Hàbitat
És un peix marí de clima temperat que viu fins als 11 m de fondària.

## Distribució geogràfica
Es troba a les Illes Ryukyu (Japó), Taiwan i Hong Kong (Xina).